# 比森特·塞尔纳·桑多瓦尔
比森特·塞尔纳·桑多瓦尔（西班牙語：Vicente Cerna Sandoval，1815年—1885年）是危地马拉军人、政治家，1865年至1871年担任危地马拉总统。

## 人物履历
比森特·塞尔纳·桑多瓦尔早年加入军队，1851年参与了拉阿拉达之战并率领危地马拉军队击败了萨尔瓦多和洪都拉斯联军。并于1854年在國民議會签署了同意何塞·拉斐爾·卡雷拉·圖爾西奧斯為終身總統的法律。并于1865年接替卡雷拉成为危地马拉总统。
桑多瓦尔的统治保守腐败。在1869年总统大选中，他击败自由派军官何塞·维克多·萨瓦拉成功连任总统，但也受到涉嫌作票的指控，反抗其统治的起义也经常发生。
最終，自由派政治家米格爾·加西亞·格拉納多斯·薩瓦拉在1871年率領自由派知識分子起義，在墨西哥總統胡亞雷斯的支持下，加西亞在托托尼卡潘和聖盧卡斯薩卡特佩克斯相继打敗了政府軍，桑多瓦爾见大势已去，被迫辞职。